# Kim Reynolds
Kim Reynolds, född 4 augusti 1959 i Truro i Iowa, är en amerikansk republikansk politiker. Hon är Iowas guvernör sedan 2017. Hon var Iowas viceguvernör 2011–2017.
Reynolds växte upp på en bondgård och hon har studerat vid Northwest Missouri State University och Upper Iowa University.
Reynolds är den första kvinnliga guvernören i Iowa.